# Федерация планерного спорта России
Федерация планерного спорта России (ФПлС России, англ. Federation of gliding sport of Russia) — общероссийская общественная организация, занимающаяся развитием и популяризацией планеризма. Имеет действующую аккредитацию Минспорта России. Организация является членом Федерации авиационного спорта России, Международной авиационной федерации и AOPA (РАОПА).

## Деятельность
ФПлС занимается развитием и пропагандой планерного  спорта, организует соревнования в России, активно сотрудничает с Международной планерной комиссией ФАИ (IGC FAI), ДОСААФ России, авиационной прессой и интернет-ресурсами. Содействует созданию российской планерной техники, поддерживает государственную политику в области спорта. В части спортивной составляющей ведется работа с Минспорта России, а по вопросам авиационной направленности с Росавиацией и Минтрансом.
Федерация под своим началом объединяет спортсменов двух разных дисциплин —  классических планеристов-парителей, летающих по маршрутам, и планеристов соревнующихся в пилотаже на планере. Соответственно, по этим двум дисциплинам формируются сборные команды.

## Международные соревнования в России
- 18-30 июля 2005 г. аэр. Дракино, Чемпионат мира по высшему пилотажу на планерах (WGAC) [4]
- август 2006 г. (аэр. Дракино) Квалификационный этап мирового «Гран-при ФАИ» на планерах [5]
- 1-10 мая 2016 года (аэр. Усмань) Квалификационный этап мирового «Гран-при ФАИ» на планерах[6]

## Сборная команда России
По состоянию на 2016 год состав сборной следующий: 
| Классический планеризм: | Пилотажный планеризм: |
| — Тимошенко Д.В.        | — Каминский Г.И.      |
| — Клюев С.С.            | — Ильинский В.А.      |
| — Боровик В.К.          | — Корчагин В.А.       |
| — Долотов Д.Ю.          | — Гаврилина М.С.      |
| — Ерофеев В.С.          | — Плаксин И.В.        |
| — Минский А.С.          | — Пьянов Д.А.         |
| — Радовский В.В.        | — Панферов А.Л.       |
| — Серов С.А.            | — Романенко О.Б.      |
| — Чехов В.П.            |                       |
| — Шраге Я.М.            |                       |

## Национальные соревнования
Ежегодно в России проводятся национальные чемпионаты по планерному спорту, по итогам которых определяются кандидаты в сборную. Также проводятся региональные соревнования. Самыми массовыми мероприятиями по количеству пилотов являются Чемпионаты России в клубном и стандартных классах.
Центрами планерного спорта, где проходит большая часть соревнований, являются Орел, Новосибирск, Казань и Воронеж.

## Рекордная работа
В Федерации ведется работа по установлению национальных и мировых планерных рекордов. В силу географических и климатических особенностей в России имеется большой потенциал в части рекордов дальности и рекордов высоты. Одним из перспективных является регион Северного Кавказа, где в районе Эльбруса возникают высотные восходящие потоки волновой природы. С 2015 года исследование этого района ведется отечественными планеристами вместе с известным польским планеристом, 12-кратным Чемпионом Мира, Себастьяном Кавой. 

## Международный рейтинг
Силами IGC ведется международный рейтинг планеристов-спортсменов. Формируется он на основе очков, заработанных на соревнованиях. Результаты российских пилотов передаются в него, начиная с 1-го разряда. 

## Спортивные разряды
На основании действующих ЕВСК в планерном спорте производится присвоение спортивных разрядов и званий. Разряды и звания В порядке возрастания: 3-й разряд, 2-й разряд, 1-й разряд, КМС, МС, МСМК.

## Членство
ФПлС является членом ФАС. ФАС в качестве НАК (Национального аэроклуба) является членом ФАИ. Также ФПлС является членом AOPA Россия.
Членом ФПлС может быть любой гражданин России, достигший 18 лет. Количество членов не ограничено. Также существует форма почетного членства. Звание почетного члена присваивается за большие заслуги в развитии планеризма.

## История
В 1948 году была создана всесоюзная секция планёрного спорта. В 1960 году она вошла в состав Федерации авиационного спорта СССР. В 1966 г была образована ФПлС СССР путем выделения в самостоятельную федерацию из Федерации авиационного спорта СССР. На учредительной конференции 2 ноября 1994 года, как правопреемник ФПлС СССР, создана Федерация планерного спорта России.
Датой возникновения планеризма и планерного спорта в России принято считать 7 ноября 1923 года. В 2013 году в ДК МАИ прошло празднование 90-летие отечественного планеризма. В 2023 году будет отмечаться 100-летие.

## Структура
По состоянию на ноябрь 2016 года существует 9 аккредитованных Минспортом региональных Федераций — республика Татарстан, Пермский край, Приморский край, Белгородская область, Воронежская область, Новосибирская область, Ульяновская область, Тульская область и Пензенская область. В других регионах действуют региональные Федерации, не обладающие аккредитацией Минспорта.
Коллегиальный руководящий орган ФПлС России - Бюро Президиума, в состав которого избирается 12 человек. Срок полномочий президента и президиума 4 года. 
- Президент, вице-президенты
- Ответственный секретарь, пресс-секретарь
- Представитель в Международную планерную комиссию ФАИ (IGC FAI)
- Тренерский совет
- Судейский комитет
- Подкомиссии и рабочие группы
- Юрист
- Официальные фотографы: Александр Маркин и Жанна Панова.

## Руководство
- 1994 — 1999 президент Мурзин Михаил Петрович
- 1999 — 2007 президент Сергей Крикалёв, главный тренер Олег Пасечник
- 2007 — 2012 президент Евгений Сергеевич Чарский
- 2012 — 2016 президент Сергей Васильевич Рябчинский

На очередной четырехгодичный срок с 2016 по 2020 гг. президентом ФПлС избран Сергей Рябчинский. Вице-президенты: Дмитрий Тимошенко и Виталий Боровик.

## Система обучения
Для обучения детей с 12 лет в России используется система Юношеских планерных школ, молодежь от 16 лет и люди старше обучаются полетам на планере в частных аэроклубах и аэроклубах системы ДОСААФ.